# Mammillaria glochidiata
Mammillaria glochidiata ist eine Pflanzenart aus der Gattung Mammillaria in der Familie der Kakteengewächse (Cactaceae). Das Artepitheton  glochidiata  bedeutet ‚Spitze, mit Widerhaken, Glochiden besetzt‘.

## Beschreibung
Mammillaria glochidiata wächst in unregelmäßigen Gruppen mit zylindrischen glänzend frischgrünen Trieben mit einem gerundeten Scheitel und Durchmessern von 2 bis 3,5 Zentimetern. Die zylindrischen bis konischen Warzen sind schlaff fleischig, 1,2 bis 1,6 Zentimeter lang und stehen weit voneinander entfernt. Sie enthalten keinen Milchsaft. Einige Axillen sind mit Borsten besetzt. Die 1 bis 4 dunkelgelben bis rötlich braunen, nadeligen Mitteldornen sind 0,6 bis 1,2 Zentimeter lang. Der untere Mitteldorn ist gehakt. Die 9 bis 11 horizontal ausstrahlenden weißen Randdornen sind fadendünn, biegsam, glatt und bis 1,2 Zentimeter lang.
Die glockenförmigen weißen bis rosafarbenen Blüten sind bis 1,5 Zentimeter lang und erreichen Durchmesser von 1,2 Zentimetern. Die keulenförmigen Früchte sind scharlachrot und bis 1,6 Zentimeter lang. Sie enthalten bräunlich schwarze Samen.

## Verbreitung, Systematik und Gefährdung
Mammillaria glochidiata ist im mexikanischen Bundesstaat Hidalgo verbreitet.
Die Erstbeschreibung erfolgte 1832 durch Carl Friedrich Philipp von Martius. Nomenklatorische Synonyme sind Cactus glochidiatus (Mart.) Kuntze (1891), Neomammillaria glochidiata (Mart.) Britton & Rose (1923), Chilita glochidiata (Mart.) Orcutt (1926) und Ebnerella glochidiata (Mart.) Buxb. (1951).
Mammillaria glochidiata wurde in der Roten Liste gefährdeter Arten der IUCN von 2002 als „Extinct in the Wild (EW)“, d. h. als in der Natur ausgestorben, eingestuft. Bei einer Begehung des Naturstandortes im Jahr 2007 wurden wenige Pflanzen aufgefunden. Im Jahr 2013 wird die Art als „Critically Endangered (CR)“, d. h. als vom Aussterben bedroht geführt.

## Nachweise